# Eishockey-Weltmeisterschaft 1930
Die 4. Eishockey-Weltmeisterschaft war die erste Weltmeisterschaft im Eishockey, die nicht im Rahmen der Olympischen Spiele stattfand. Die Internationale Eishockey-Föderation hatte beschlossen, von 1930 an jedes Jahr eine Eishockey-WM auszutragen, in olympischen Jahren sollte das Olympiaturnier als WM gewertet werden. Das Turnier war gleichzeitig die 15. Eishockey-Europameisterschaft – die Eishockey-Weltmeisterschaft ersetzte ab diesem Jahr die Eishockey-Europameisterschaft, die bisher jährlich als eigenes Turnier ausgetragen wurde. Fortan war die Platzierung der europäischen Mannschaften bei der WM ausschlaggebend für die EM-Platzierungen.
Das WM-Turnier, das ursprünglich bereits am 27. Januar beginnen sollte und wegen Tauwetter verschoben wurde, fand vom 31. Januar bis 10. Februar 1930 statt. Ursprünglicher Austragungsort war Chamonix in Frankreich. Nach der dritten Runde am 2. Februar 1930 setzte erneut Tauwetter ein, so dass die Natureisbahnen nicht mehr bespielbar waren. Die beiden letzten Spiele wurden daher am 9. und 10. Februar 1930 im Berliner Sportpalast in Deutschland ausgespielt. Auf Wunsch der Österreicher wurde das Spiel um Platz drei für den 5. Februar 1930 nach Wien in Österreich vergeben. Bis 2012 war das Turnier 1930 die einzige Weltmeisterschaft, die in mehreren Ländern ausgetragen wurde. 2017 fand die WM erneut in Deutschland und Frankreich statt.
Insgesamt nahmen 12 Mannschaften teil: Titelverteidiger Kanada, Japan mit seiner ersten WM-Teilnahme und zehn europäische Mannschaften, darunter erstmals Polen. Das Turnier wurde als Herausforderungsturnier ausgespielt. In der Herausforderungsrunde wurde ein Gegner für den Titelverteidiger gesucht. Ursprünglich waren drei Vorrundengruppe (zwei Mal vier und ein Mal drei Mannschaften) vorgesehen. Auf Grund der Verschiebung des Turniers wurde die Runde im K.O.-System ausgetragen.
Kanada verteidigte seinen Titel erfolgreich und wurde zum vierten Mal Weltmeister. Deutschland wurde erstmals Europameister.

## Herausforderungsrunde

### Ausscheidungsrunde
| 31. Januar 1930 9:00 Uhr | Deutsches Reich Erich Römer Gustav Jaenecke Erich Römer | 4:2 (0:2, 2:0, 2:0) Spielbericht | Großbritannien William Home Robert Mulholland | Stade Olympique de Chamonix, Chamonix Zuschauer: 1.000 |

| 31. Januar 1930 | Ungarn | 2:0 (0:0, 2:0, 0:0) Spielbericht | Italien | Stade Olympique de Chamonix, Chamonix Zuschauer: 500 |

| 31. Januar 1930 | Frankreich | 4:1 (0:1, 2:0, 2:0) | Belgien | Stade Olympique de Chamonix, Chamonix Zuschauer: 1000 |

### Viertelfinale
| 1. Februar 1930 | Polen Adam Kowalski Włodzimierz Krygier Tadeusz Adamowski Lucjan Kulej Aleksander Tupalski | 5:0 | Japan | Stade Olympique de Chamonix, Chamonix |

| 1. Februar 1930 | Schweiz Heinrich Meng (9.) Conrad Torriani (12.) Richard Torriani (27.) | 3:1 | Tschechoslowakei Wolfgang Dorasil (13.) | Stade Olympique de Chamonix, Chamonix |

| 1. Februar 1930 | Deutsches Reich Gustav Jaenecke Martin Schröttle | 4:1 | Ungarn Géza Lator | Stade Olympique de Chamonix, Chamonix |

| 1. Februar 1930 | Frankreich Armand Charlet | 1:2 (1:1, 0:0, 0:1) | Österreich Walter Brück Jacques Ditrichstein | Stade Olympique de Chamonix, Chamonix |

### Halbfinale
| 2. Februar 1930 | Schweiz Walter Brück Jacques Ditrichstein | 2:1 (0:0, 1:1, 1:0) | Österreich Armand Charlet | Stade Olympique de Chamonix, Chamonix |

| 2. Februar 1930 | Deutsches Reich Gustav Jaenecke Erich Römer | 3:1 | Polen Aleksander Tupalski | Stade Olympique de Chamonix, Chamonix |

### Spiel um Platz 3 der Europameisterschaft
| 5. Februar 1930 | Österreich Karl Kirchberger (33.) Friedrich Demmer (38.) | 2:0 (0:0, 0:0, 2:0) Spielbericht | Polen | WEV-Platz, Wien Zuschauer: 3800 |

### Finale der Europameisterschaft
| 9. Februar 1930 21:30 Uhr | Deutsches Reich Gustav Jaenecke Erich Römer | 2:1 (0:1, 1:0, 1:0) Spielbericht | Schweiz Albert Geromini (3.) | Sportpalast, Berlin Zuschauer: 8000 |

## Finale der Weltmeisterschaft
| 10. Februar 1930 22:00 Uhr | Deutsches Reich Rudi Ball (2.) | 1:6 (1:2, 0:2, 0:2) Spielbericht | Kanada Gordon Grant (12.) Alexander Park (13.) Gordon Grant (26.) Alexander Park (29.) Howard Armstrong (33.) Joseph Griffin (34.) | Sportpalast, Berlin Zuschauer: 8.000 |

## Abschlussplatzierungen
| WM | EM | Team               |
| -- | -- | ------------------ |
| 1  | –  | Kanada             |
| 2  | 1  | Deutsches Reich    |
| 3  | 2  | Schweiz            |
| 4  | 3  | Österreich         |
| 5  | 4  | Polen              |
| 6  | 5  | Tschechoslowakei   |
| 6  | 5  | Ungarn             |
| 6  | 5  | Frankreich         |
| 6  | –  | Japan              |
| 10 | 8  | Großbritannien     |
| 10 | 8  | Königreich Italien |
| 10 | 8  | Belgien            |

### Mannschaftskader
| Weltmeister Kanada                                          | Gordon Grant, Alex Park, Howard Armstrong (C), Joe Griffin, Willie Adams, Bert Clayton, Fred Radke, Percy Timpson Trainer: Les Allen                                                                                              |
| Vizeweltmeister Europameister Deutsches Reich               | Walter Leinweber – Franz Kreisel, Erich Römer, Martin Schröttle – Rudolf Ball, Gustav Jaenecke, Erich Herker, Günther Kummetz, Alfred Heinrich, Marquard Slevogt Spielertrainer (Außenkapitän): Erich Römer                       |
| Weltmeisterschaft Bronze Europameisterschaft Silber Schweiz | Albert Künzler, Emil Eberle – Albert Geromini, Luzius Rüedi, Albert Rudolf – Heini Meng, Conrad Torriani, Richard Torriani, Fritz Kraatz, Robert Fuchs, Carletto Mai Trainer: Bobby Bell                                          |
| Europameisterschaft Bronze Österreich                       | Fritz Lichtschein, Hermann Weiß – Walter Brück, Jacques Dietrichstein, Hans Trauttenberg – Fritz Demmer, Josef Göbl, Karl Kirchberger, Ulrich Lederer, Walter Sell, Hans Tatzer, Hans Ertl, Ernst Schmucker Trainer: Blake Watson |